# Brzezie (Naściszowa)
Brzezie – część wsi Naściszowa w Polsce położona w województwie małopolskim, w powiecie nowosądeckim, w gminie Chełmiec.
W latach 1975–1998 miejscowość administracyjnie należała do województwa nowosądeckiego.